# 琴韻動我心
《琴韻動我心》（英語：Madame Sousatzka）是一部於1988年上映的英國劇情片。該片由约翰·施莱辛格執導，並由露絲·鮑爾·賈華拉編劇。它改編自伯尼斯·魯本思的同名小說。

## 角色
- 莎莉·麥克琳 飾 苏莎嘉夫人
- 納溫·喬杜里（英语：Navin Chowdhry） 飾 馬尼克
- 莎班娜·亞茲米 飾 蘇謝拉
- 佩吉·阿什克羅福特 飾 艾米麗夫人
- 勞勃·雷亞提（英语：Robert Rietty） 飾 里奧·米列夫
- 崔姬 飾 珍妮
- 李·勞森（英语：Leigh Lawson） 飾 羅尼
- 李·蒙塔格（英语：Lee Montague） 飾 文森特·皮克

## 獎項
- 金球獎
  - 劇情類電影最佳女主角——莎莉·麥克琳
- 威尼斯电影节
  - 威尼斯影展最佳女演員獎——莎莉·麥克琳

## 外部鏈接
- 互联网电影数据库（IMDb）上《Madame Sousatzka》的资料（英文）
- Box Office Mojo上《琴韻動我心》的資料（英文）
- 爛番茄上《琴韻動我心》的資料（英文）